# Rosalía Arteaga
Rosalía Arteaga Serrano de Fernández de Córdova (ur. 5 grudnia 1956 w Cuenca) – ekwadorska polityk, adwokat i pisarka. Od 9 do 11 lutego 1997 pełniła obowiązki prezydenta Ekwadoru, jako pierwsza kobieta na tym stanowisku.

## Zarys biografii
Od 1986 do 1988 była radną miasta Cuenca z ramienia partii Partido Social Cristiano. Piastowała różne funkcje polityczne i społeczne. Za prezydenta Sixto Durán Balléna była od 1992 początkowo sekretarzem stanu ds. kultury, a od 1994 ministrem wychowania. Złożyła dymisję z powodu konfliktu z prezydentem wokół nauczania religii w szkołach. Założyła własną partię Movimiento Independiente para una República Auténtica (MIRA).
Kandydowała podczas wyborów prezydenckich w 1996 wraz z Abdalá Bucaramem z ramienia partii Partido Roldosista Ecuatoriano. Po wspólnym zwycięstwie otrzymała stanowisko wiceprezydenta. Jako że Bucaram został uznany przez parlament za niezdolnego do dalszego pełnienia funkcji, przejęła obowiązki prezydenta. Popadła w spór z przewodniczącym parlamentu Fabiánem Alarcón, który zastąpił ją na stanowisku p.o. głowy państwa.
W 1998 przegrała w wyborach prezydenckich i wycofała się z polityki. Od tamtej pory zajmowała się głównie pisarstwem i dziennikarstwem. Od 2004 do 2007 była sekretarzem generalnym Organizacji Traktatu Współpracy Amazońskiej.